# Станіславка (Рибницький район)
Станіславка (рос. Станиславка; рум. Stanislavca) — село в Рибницькому районі в Молдові (Придністров'ї).
Згідно з переписом населення 2004 року у селі проживало 79,8% українців.